# Прича о добрим људима
Прича о добрим људима (словен. Povest o dobrih ljudeh) је југословенско-словеначки филм из 1975. године. Режирао га је Франце Штиглиц.

## Улоге
| Глумац                   | Улога      |
| ------------------------ | ---------- |
| Мајда Грбац              | Марта      |
| Олга Кацијан             | Катица     |
| Елвира Краљ              | Ана        |
| Велимир Бата Живојиновић | Петар      |
| Карел Погорелец          | Јозеф      |
| Александер Кросл         | Иван Ковач |

## Награде
На 22. Филмском фестивалу у Пули 1975. године:
- Филм - Велика Бронзана арена
- Олга Кацијан - Сребрна арена за најбољу женску улогу
- Руди Вавпотич - Сребрна арена за камеру
- Урош Крек - Златна арена за музику
- Маријан Меглич - диплома за тонску обраду